# Musée de la Victoire de Khalkhgol
Le Musée de la Victoire de Khalkhgol ( mongol : Халхголын Ялалтын Музей) est un musée consacré à l'histoire militaire de la Mongolie, situé à Khalkhgol, en Mongolie.

## Histoire
En 1982, le Bureau politique du Comité central du Parti populaire mongol a publié une résolution pour la création d'un musée, avec pour intention de faciliter l'accès du public au patrimoine et à l'histoire de la République populaire mongole. Le bâtiment a été conçu par l'architecte G.Tserendorj . La construction du musée a été achevée en 1984, afin de commémorer la bataille de Khalkgol.
En 2019, des travaux de rénovation ont été effectués dans différentes parties du musée.

## Collections
Le musée abrite de nombreux objets historiques ; parmi les plus de 1 000 artefacts présentés, on distingue en particulier nombre d'uniformes militaires, des armes et des munitions, ainsi que des équipements utilisés par les soldats mongols puis soviétiques . On y voit aussi exposés différents drapeaux de la République populaire mongole.
Un « Temple de la renommée des guerriers » est situé au deuxième étage, qui permet d'y organiser des célébrations militaires.
Outre les objets militaires, le musée contient des documents et des archives photographiques sur les relations entre la République populaire mongole et l'Union soviétique. Il présente également des expositions sur le processus d'indépendance de la Mongolie.
Le site dispose d'une cafétéria, d'une salle de réunion et d'une salle audiovisuelle.